# 隔板法
隔板法是组合数学的方法，用来处理{\displaystyle n}个无差别的球放进{\displaystyle k}个不同的盒子的问题。可一般化为求不定方程的解数，并利用母函数解决问题。
隔板法与插空法的原理一样。

## 例子
现在有{\displaystyle 10}个球，要放进{\displaystyle 3}个盒子里
●●●●●●●●●●
隔{\displaystyle 2}个板子，把{\displaystyle 10}个球被隔开成{\displaystyle 3}个部份
●|●|●●●●●●●●、●|●●|●●●●●●●、●|●●●|●●●●●●、●|●●●●|●●●●●、●|●●●●●|●●●●、●|●●●●●●|●●●、......
如此类推，{\displaystyle 10}个球放进{\displaystyle 3}个盒子的方法总数为{\displaystyle {\binom {10-1}{3-1}}={\binom {9}{2}}=36}
{\displaystyle n}个球放进{\displaystyle k}个盒子的方法总数为{\displaystyle {\binom {n-1}{k-1}}}
问题等价于求{\displaystyle x_{1}+x_{2}+...+x_{k}=n}的可行解数，其中{\displaystyle x_{1},x_{2},...,x_{k}}为正整数。

## 空盒子推广
现在有{\displaystyle 10}个球，要放进{\displaystyle 3}个盒子里，并允许空盒子。考虑{\displaystyle 10+3}个球的情况：
●|●|●●●●●●●●●●●、●|●●|●●●●●●●●●●、●|●●●|●●●●●●●●●、●|●●●●|●●●●●●●●、●|●●●●●|●●●●●●●、......
每个盒子的球都被拿走一个，得到一种情况，如此类推：
||●●●●●●●●●●、|●|●●●●●●●●●、|●●|●●●●●●●●、|●●●|●●●●●●●、|●●●●|●●●●●●、......
{\displaystyle n}个球放进{\displaystyle k}个盒子的方法总数（允许空盒子），等同於{\displaystyle n+k}个球放进{\displaystyle k}个盒子的方法总数（不允许空盒子），即{\displaystyle {\binom {n+k-1}{k-1}}}
问题等价于求{\displaystyle x_{1}+x_{2}+...+x_{k}=n}的可行解数，其中{\displaystyle x_{1},x_{2},...,x_{k}}为非负整数。
{\displaystyle {\binom {n+k-1}{k-1}}}也是{\displaystyle (a_{1}+a_{2}+...+a_{k})^{n}}展开式的项数{\displaystyle \sum _{n_{1}+n_{2}+...+n_{k}=n}1}